# Допкюнас, Вадим Вячеславович
Вадим Вячеславович Допкю́нас (род. 20 декабря 1940, Анадырь на Чукотке) — советский и белорусский театральный деятель и организатор театрального дела, автор первой постановки в профессиональном театре пьесы Александра Вампилова.

## Биография
Родился в семье служащих, которая в конце 1930-х годов по партийному призыву приехала на освоение советского Севера. После войны семья вернулась в Минск.
Окончил Белорусский театрально-художественный институт по специальностям «актер драматического театра и кино» (1964) и «режиссёр драмы»(1967). Директор Белорусского театра юного зрителя (1978—1981). Преподавал режиссуру и мастерство актёра в высших учебных заведениях Белоруссии.
C 1983 года работал в министерстве культуры Белоруссии, в том числе руководителем подразделения министерства, курирующего работу театров страны (1996—2001). В 2007—2009 гг. — руководитель литературно-драматической части и помощник художественного руководителя Национального академического театра имени Янки Купалы.
Один из инициаторов становления национального театрального фестивального движения Белоруссии. Член президиума Союза театральных деятелей Беларуси (СТД). В 1970-е годы — руководитель секции народных театров СТД.

## Творческий путь
В 1966 году осуществил первую постановку в профессиональном театре пьесы российского драматурга Александра Вампилова (комедия «Прощание в июне», Клайпедский драматический театр, главный режиссёр — Повилас Гайдис). Успех клайпедской постановки во многом открыл двери советских театров для произведений Вампилова.
В многочисленных публикациях разрабатывал проблемы взаимодействия и взаимосвязи профессионального и самодеятельного театра Белоруссии.
Снимался в кино- и телефильмах (среди них «Великое противостояние» (1974), «Время-не-ждёт» (1975), «Гарантирую жизнь» (1977), «Поговорим, брат...» (1978), «Государственная граница» (1982), «Друзей не выбирают» (1985), сериал «Суд» (2009), сериал «Уходящая натура» (2014)).